# Firesteel River, Ontario
Firesteel River är ett vattendrag i Kanada.   Det ligger i provinsen Ontario, i den sydöstra delen av landet, 1 200 km väster om huvudstaden Ottawa.
I omgivningarna runt Firesteel River växer i huvudsak blandskog. Trakten runt Firesteel River är nära nog obefolkad, med mindre än två invånare per kvadratkilometer.